# ニチレイロジグループ本社
ニチレイロジグループ本社（ニチレイロジグループほんしゃ、英: NICHIREI LOGISTICS GROUP INC.）は、ニチレイグループの物流系事業を統括する純粋持株会社（中間持株会社）。日本最大の低温物流企業であり、世界5位の冷蔵倉庫庫腹能力シェアを持つ。
春光グループの春光懇話会の会員企業である。世界冷蔵倉庫協会、一般社団法人日本冷蔵倉庫協会正会員。
ブランドスローガンは「選ばれつづける仕事」。

## 概要
2005年にニチレイグループの組織再編、分社化によって設立され、物流事業全般を行うニチレイロジグループを形成し、中核企業となっている。ニチレイグループではあるものの、売上高の90%以上が外部企業からとなっており、同グループに依存しない体質となっている。
低温物流では国内最大手であり、2021年現在、グループ全体で約214万トンの冷蔵倉庫設備を有している。また、積極的な海外進出によって世界12か国で事業を展開しており、ヨーロッパで5位、マレーシアでは最大手の規模となっている。一方、ヨーロッパ、中国、東南アジアに続いてインドにも進出を図り、三菱商事や三菱倉庫、現地企業2社と合弁会社を設立したものの、その後出資比率を引き下げており、事業展開が難航している地域もある。コールドチェーンが整備されているヨーロッパではM&A、整備途上のアジアでは現地企業との合弁で拡大する方針をとってきたが、経営の迅速化や拡大を加速させるために、アジアにおいても完全子会社化をとるケースも出てきている。
日本国内では頭一つ抜けた規模・シェアを持つことから、2024年の物流危機や環境問題といった業界全体の課題への対応を担うことも多く、他業種と連携しながら対応を図っている。
- アサヒグループや日清食品などの食品企業や、日野自動車やブリヂストンなどの自動車関連企業、鴻池運輸や澁澤倉庫などの物流企業、三菱UFJ銀行や三菱HCキャピタルなどの金融関連企業等で設立された、物流課題の解決を目指すNEXT Logistics Japan株式会社（NLJ）に出資。NLJと冷凍トレーラーを用いたダブル連結トラック運行の実証実験や、日本初の常温トラクターと冷凍トレーラーを組み合わせた全長25mダブル連結トラックの運行を開始[9][10]。
- 三菱重工業、三菱ロジスネクストと国内初の冷凍冷蔵倉庫型レーザー誘導方式無人フォークリフトを共同開発[11]。
- 低温環境下におけるフォークリフト作業の自動化を検証するため、豊田自動織機と冷蔵・冷凍自動運転フォークリフトの共同実証実験[12]。
- 日立製作所とIoTを活用した冷凍設備の運用・保全効率化ソリューションを実用化[13]。

また、ニチレイロジグループがメーカーなどの顧客企業から業務を受託して情報を一元化し、最適な方法で物流サービスが提供できるように物流各社に業務を分配する、プラットフォームの構築を行っている。

## 沿革

### 株式会社ニチレイ　低温物流部門
- 1942年（昭和17年）- 帝国水産統制株式会社の設立。
- 1945年（昭和20年）- 水産統制令の廃止により、日本冷蔵株式会社に社名変更。
- 1952年（昭和27年）- 東京工場を設置（日本初の超低温・大型冷蔵倉庫）。
- 1985年（昭和60年）- 株式会社ニチレイに社名変更。機構改正により冷凍事業本部の発足。
- 1986年（昭和61年）- 株式会社日本低温流通（NTR）の設立（現・ロジスティクス・ネットワークの前身）。
- 1989年（平成元年）- ニチレイ・ホールディング・オランダB.V.の設立。欧州事業の基礎基盤構築。
- 1993年（平成5年）- 関西地区大手小売業者様の専用物流センターを新設。本格的にTC事業を開始。
- 2000年（平成12年）- NTTDとの共同出資で、株式会社ロジスティクス・プランナー設立。3PL事業への参入。
- 2001年（平成13年）- 株式会社ロジスティクス・オペレーションを設立。
- 2004年（平成16年）- 三菱商事との共同出資により上海鮮冷儲運有限公司を設立。中国へ本格的に参入。
- 2005年（平成17年）- ニチレイより分社。

### 株式会社ニチレイロジグループ本社
- 2006年（平成18年）- 初の実運送会社である株式会社NKトランスを設立。
- 2007年（平成19年）- 東洋工機の改組により、株式会社ニチレイ・ロジスティクスエンジニアリングを発足。株式会社ロジスティクス・オペレーションを株式会社ロジスティクス・ネットワークに吸収合併。
- 2009年（平成21年）- 鹿児島ニチレイサービスを福岡ニチレイサービスに吸収合併し、商号を株式会社九州ニチレイサービスに変更。ニチレイ・ファイナンス・オランダB.V.をニチレイ・ホールディング・オランダB.V.に吸収合併。
- 2010年（平成22年）- ニチレイロジスタッフ関東、ニチレイロジスタッフ関西を株式会社ロジスティクス・ネットワークに吸収合併。照栄サービス株式会社を株式会社キョクレイオペレーションに吸収合併。
- 2012年（平成24年）- ユーロフリゴ・フェンロB.V.をユーロフリゴB.V.に吸収合併。
- 2013年（平成25年）- 下関漁港運輸株式会社を九州ニチレイサービスに吸収合併。タイ王国に合弁会社SCG Nichirei Logistics Co.,Ltd.を設立。Entrepots De L‘Ocean S.A.S.、Entrepots Du Plateau S.A.S.をEntrepots Godfroy S.A.S.に吸収合併。
- 2014年（平成26年）- テルモトラフィック・オランダB.V.の子会社として、英国にテルモトラフィック・ストローマーLTD.を設立。
- 2015年（平成27年）- ニチレイ・ロジスティクス中国とニチレイ・ロジスティクス四国を合併し、株式会社ニチレイ・ロジスティクス中四国とする。
- 2016年（平成28年）- 株式会社ロジスティクス・プランナーを株式会社ロジスティクス・ネットワークに吸収合併。
- 2018年（平成30年）- マレーシアに合弁会社Cold Chain Network社を設立。
- 2020年（令和2年）‐ Thermotraffic UK LimitedがKevin Hancock Limitedwoを子会社化。
- 2021年（令和3年）- 中国現地法人として日冷物流投資（上海）有限公司を設立。江蘇鮮華物流有限公司の子会社として、南京鮮華物流有限公司を設立。Nichirei Holding Holland B.V.がNorish (N.I.) LimitedおよびNorish Limitedを子会社化。Frigo Logistics Sp. z o.o.がArmir Logistyka Sp. z o.o.を子会社化。
- 2022年（令和4年）- マレーシアに合弁会社NL LITT TATT社を設立。
- 2023年（令和5年）- ニチレイ・ロジスティクス関東をロジスティクス・ネットワークに吸収合併。ベトナムに合弁会社Nichirei TBA Logistics Vietnam社を設立。NL COLD CHAIN NETWORK(M) SDN. BHD.を子会社化。
- 2024年（令和6年）- 中国子会社である上海鮮冷儲運有限公司を通じて、中国浙江省諸曁市に浙江鮮一百物流有限公司を設立。

## グループ会社
国内事業者は全て株式会社である。

### 物流ネットワーク事業
- ロジスティクス・ネットワーク（東京都中央区）
  - 東京ニチレイサービス
- NKトランス（東京都中央区）

### 地域保管事業
- ニチレイ・ロジスティクス北海道（札幌市西区）
  - 札幌ニチレイサービス
- ニチレイ・ロジスティクス東北（仙台市宮城野区）
  - 東北ニチレイサービス
- キョクレイ（横浜市中区）
  - キョクレイオペレーション
- ニチレイ・ロジスティクス東海（名古屋市熱田区）
  - 名古屋ニチレイサービス
- ニチレイ・ロジスティクス関西（大阪市北区）
  - 大阪ニチレイサービス
- ニチレイ・ロジスティクス中四国（広島市西区）
  - 中四国ニチレイサービス
- ニチレイ・ロジスティクス九州（福岡市東区）
  - 九州ニチレイサービス

### 海外事業
- Nichirei Holding Holland B.V.（欧州地域統括会社） - オランダ
  -  Hiwa Rotterdam Port Cold Stores B.V. - オランダ
  -  Thermotraffic B.V. - オランダ
  -  Thermotraffic GmbH - ドイツ
  -  Thermotraffic Ltd. - イギリス
  -  Entrepots Godfroy S.A.S - フランス
  -  Frigo Logistics Sp. z o.o. - ポーランド
    -  Armir Logistyka Sp. z o.o. - ポーランド
- SCG Nichirei Logistics Co., Ltd. - タイ
- NL Cold Chain Network (M) Sdn. Bhd. - マレーシア
- NL LITT TATT GROUP SDN. BHD. - マレーシア
  -  Litt Tatt Enterprise Sdn.Bhd. - マレーシア
  -  Litt Tatt Distribution Sdn.Bhd. - マレーシア
- Nichirei TBA Logistics Vietnam LLC - ベトナム
- 日冷物流投資（上海）有限公司 - 中国
  -  上海鮮冷儲運有限公司 - 中国
    -  上海鮮栄運物流有限公司 - 中国
    -  浙江鮮一百物流有限公司 - 中国

  -  江蘇鮮華物流有限公司 - 中国
  -  南京鮮華物流有限公司 - 中国

### エンジニアリング事業
- ニチレイ・ロジスティクスエンジニアリング - 東京都中央区